# Calama

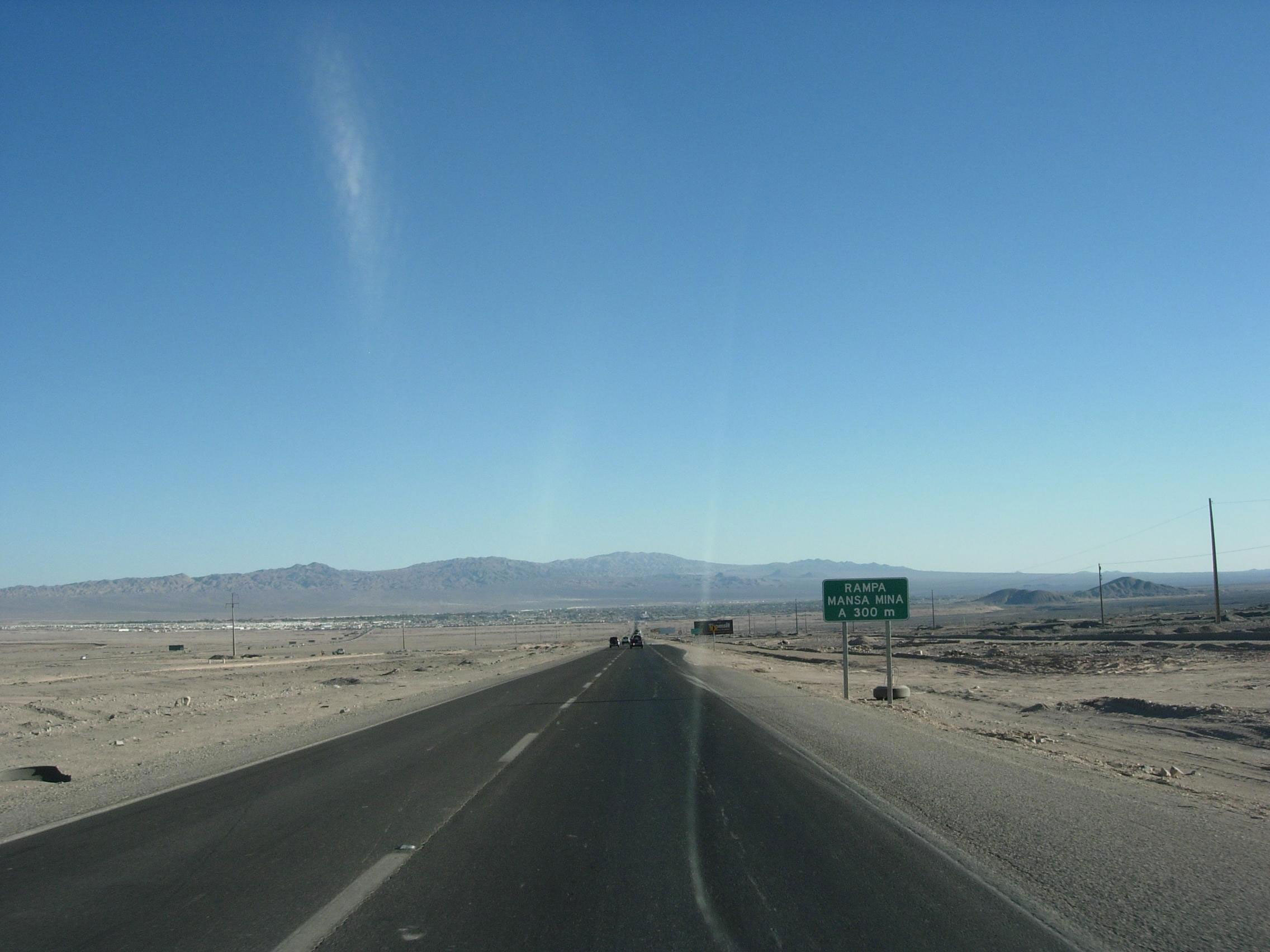
Strada per Calama

Calama è una città ed un comune del Cile, capoluogo della provincia di El Loa nella regione di Antofagasta.
La città è situata nel Deserto di Atacama nel nord del Cile ad un'altitudine di 2.260 m s.l.m. Conta circa 143.000 (2008) abitanti. 
È il capoluogo della provincia di El Loa, appartenente alla regione di Antofagasta. Calama è una delle città più aride del mondo con precipitazioni medie annue di soli 5 mm . Il fiume Loa, il più lungo del Cile, scorre attraverso la città. Calama ha una popolazione di 147.886 abitanti (censimento 2012).
Il comune comprende anche le comunità quechua di Estación San Pedro, Toconce e Cupo; e le comunità Lickan-antay di Taira, Conchi Viejo, Lasana, San Francisco de Chiu Chiu, Aiquina-Turi e Caspana.
Nel 2003 la vicina città di Chuquicamata, un tempo la più grande miniera di rame a cielo aperto del mondo, è stata smantellata con la motivazione  ambientale e l'invasione dovuta all'espansione della miniera. I residenti di Chuquicamata si sono  trasferiti a Calama, lontano dalle residenze di proprietà dell'azienda, per trovare degli alloggi indipendenti.
Fu scenario della battaglia di Calama tra gli eserciti boliviano e cileno che fu l'inizio della cosiddetta guerra del Pacifico. 
Nelle vicinanze della città si trova la miniera a cielo aperto più grande del mondo, quella di Chuquicamata, dove si estrae il rame.

## Sport

### Calcio
La più importante squadra cittadina è il Club de Deportes Cobreloa, vincitore di 8 titoli nazionali e di una Coppa del Cile.